# 신경통
신경통(神經痛, neuralgia)은 늑간신경통, 삼차신경통, 설인신경통과 같이 신경 전달 시 일어나는 통증이다.

## 용어
신경통의 영어 낱말 neuralgia는 신경을 뜻하는 그리스어 낱말 neuron과 통증을 뜻하는 algos가 결합되어 만들어졌다.

## 분류
- 비특이성 삼차신경통(Atypical trigeminal neuralgia, ATN)
- 설인신경통(Glossopharyngeal neuralgia)
- 후두신경통(Occipital neuralgia) - C2 신경통, 아놀드 신경통

## 같이 보기
- 신경증
- 신경